# Josip Vuković
Josip Vuković (Spalato, 2 maggio 1992) è un calciatore croato, centrocampista del Kocaelispor.

## Caratteristiche tecniche
È un mediano.

## Carriera

### Club
Cresciuto nel settore giovanile dell'Hajduk Spalato, ha esordito fra i professionisti l'11 maggio 2013 con la maglia del Dugopolje in occasione del match di 2. HNL perso 1-0 contro il Gorica. Il 28 settembre 2020 viene acquistato dall'Osijek. Gioca un'intera stagione con i Bijelo-Plavi ottenendo 20 presenza in campionato e 2 presenze in Coppa di Croazia per poi, il 22 giugno 2021, rescindere consensualmente il contratto con il club croato. L'indomani si accasa con l'Hajduk Spalato firmando un contratto che lo lega al club spalatino fino all'estate del 2024. Il 7 agosto segna, con un tiro dai 18 metri, la sua prima rete con i Bili nella trasferta di campionato vinta per 3-1 ai danni del HNK Gorica. Il 12 ottobre 2022 trova la sua prima marcatura di sempre in Coppa di Croazia in occasione del sedicesimo di finale vinto ai danni del Tehničar Cvetkovec (1-5).
Il 4 gennaio 2023 si trasferisce in prestito con diritto di riscatto all'Al-Faisaly militante nel campionato cadetto saudita. Rientrato dal prestito, il 4 luglio seguente rescinde consensualmente il contratto che lo legava alla squadra spalatina.

### Nazionale
Ha giocato nelle nazionali giovanili croate Under-17 ed Under-19.

## Statistiche

### Cronologia presenze e reti in nazionale
| Cronologia completa delle presenze e delle reti in nazionale ― Croazia under 19 | Cronologia completa delle presenze e delle reti in nazionale ― Croazia under 19 | Cronologia completa delle presenze e delle reti in nazionale ― Croazia under 19 | Cronologia completa delle presenze e delle reti in nazionale ― Croazia under 19 | Cronologia completa delle presenze e delle reti in nazionale ― Croazia under 19 | Cronologia completa delle presenze e delle reti in nazionale ― Croazia under 19 | Cronologia completa delle presenze e delle reti in nazionale ― Croazia under 19 | Cronologia completa delle presenze e delle reti in nazionale ― Croazia under 19 |
| Data                                                                            | Città                                                                           | In casa                                                                         | Risultato                                                                       | Ospiti                                                                          | Competizione                                                                    | Reti                                                                            | Note                                                                            |
| ------------------------------------------------------------------------------- | ------------------------------------------------------------------------------- | ------------------------------------------------------------------------------- | ------------------------------------------------------------------------------- | ------------------------------------------------------------------------------- | ------------------------------------------------------------------------------- | ------------------------------------------------------------------------------- | ------------------------------------------------------------------------------- |
| 24-8-2010                                                                       | Velika Kladuša                                                                  | Bosnia ed Erzegovina under 19                                                   | 0 – 2                                                                           | Croazia under 19                                                                | Amichevole                                                                      | -                                                                               | 51’                                                                             |
| 26-8-2010                                                                       | Velika Kladuša                                                                  | Bosnia ed Erzegovina under 19                                                   | 0 – 1                                                                           | Croazia under 19                                                                | Amichevole                                                                      | -                                                                               |                                                                                 |
| 7-9-2010                                                                        | Senec                                                                           | Slovacchia under 19                                                             | 1 – 3                                                                           | Croazia under 19                                                                | Amichevole                                                                      | -                                                                               | 51’                                                                             |
| 9-9-2010                                                                        | Senec                                                                           | Slovacchia under 19                                                             | 0 – 1                                                                           | Croazia under 19                                                                | Amichevole                                                                      | -                                                                               | 51’                                                                             |
| 15-9-2010                                                                       | Podgorica                                                                       | Montenegro under 19                                                             | 1 – 0                                                                           | Croazia under 19                                                                | Amichevole                                                                      | -                                                                               | 51’                                                                             |
| 16-9-2010                                                                       | Podgorica                                                                       | Montenegro under 19                                                             | 0 – 0                                                                           | Croazia under 19                                                                | Amichevole                                                                      | -                                                                               |                                                                                 |
| 9-10-2010                                                                       | Riga                                                                            | Lettonia under 19                                                               | 1 – 2                                                                           | Croazia under 19                                                                | Qual. Europeo Under-19 2011                                                     | -                                                                               | 51’                                                                             |
| 12-10-2010                                                                      | Riga                                                                            | Croazia under 19                                                                | 1 – 3                                                                           | Italia under 19                                                                 | Qual. Europeo Under-19 2011                                                     | -                                                                               | 76’                                                                             |
| 8-2-2011                                                                        | Umago                                                                           | Croazia under 19                                                                | 1 – 1                                                                           | Irlanda under 19                                                                | Amichevole                                                                      | -                                                                               | 70’                                                                             |
| 10-2-2011                                                                       | Umago                                                                           | Croazia under 19                                                                | 1 – 2                                                                           | Irlanda under 19                                                                | Amichevole                                                                      | -                                                                               | 51’                                                                             |
| 1-3-2011                                                                        | Umago                                                                           | Croazia under 19                                                                | 2 – 3                                                                           | Rep. Ceca under 19                                                              | Amichevole                                                                      | -                                                                               | 80’                                                                             |
| 3-3-2011                                                                        | Umago                                                                           | Croazia under 19                                                                | 0 – 0                                                                           | Rep. Ceca under 19                                                              | Amichevole                                                                      | -                                                                               | 82’                                                                             |
| Totale                                                                          |                                                                                 | Presenze                                                                        | 12                                                                              |                                                                                 | Reti                                                                            | 0                                                                               |                                                                                 |

## Palmarès

### Club

#### Competizioni nazionali
- Coppa di Croazia: 1

Hajduk Spalato: 2021-2022
- TFF 1. Lig: 1

Kocaelispor: 2024-2025